# Collo
Collo là một đô thị thuộc tỉnh Skikda, Algérie. Dân số thời điểm năm 2002 là 31.48 người.